# سيدني بيك
سيدني بيك (بالإنجليزية: Sydney Beck)‏ هو عازف آلة وترية ‏ أمريكي، ولد في 2 سبتمبر 1906 في نيويورك في الولايات المتحدة، وتوفي في 7 أبريل 2001 في براتلبورو في الولايات المتحدة.

## وصلات خارجية
- سيدني بيك على موقع ميوزك برينز (الإنجليزية)
- سيدني بيك على موقع قاعدة بيانات برودواي على الإنترنت (الإنجليزية)
- سيدني بيك على موقع ديسكوغز (الإنجليزية)